# Премия Японской академии за лучший анимационный фильм года
Лучший анимационный фильм года (яп. アニメーション作品賞) — ежегодная Премия Японской киноакадемии в области аниме. Хотя сама премия вручается с 1978 года, поначалу анимационные фильмы не входили в число номинаций, хотя многие лидировали по кассовым сборам: Doraemon (1981), «Ведьмина служба доставки» (1989), «Порко Россо» (1992), «Ещё вчера» (1991).
В 1990 году премия впервые была вручена анимационному фильму — «Ведьмина служба доставки» получила приз в категории «Специальная премия». В 1998 году картина Хаяо Миядзаки «Принцесса Мононокэ» победила в номинации «Лучший фильм года», став первым аниме, завоевавшим этот приз. В 2002 году аналогичную награду получило другое аниме Studio Ghibli — «Унесённые призраками».
Наконец, в 2007 году была введена номинация «Лучший анимационный фильм года».

## Лауреаты и номинанты
- 2007[7][8] — «Девочка, покорившая время»
  - «Ночная буря»
  - «Сказания Земноморья»
  - Brave Story
  - Detective Conan: The Private Eyes' Requiem
- 2008[9] — «Железобетон»
  - «Евангелион 1.11: Ты (не) один»
  - «Волшебное лето»
  - Piano no Mori
  - Detective Conan: Jolly Roger in the Deep Azure
- 2009[10] — «Рыбка Поньо на утёсе»
  - Doraemon: Nobita and the Green Giant Legend 2008
  - The Sky Crawlers
  - Detective Conan: Full Score of Fear
  - One Piece — The Movie: Episode of Chopper Plus: Bloom in the Winter, Miracle Sakura
- 2010[11] — «Летние войны»
  - Detective Conan: The Raven Chaser
  - Doraemon: The New Record of Nobita: Spaceblazer
  - «Евангелион 2.22: Ты (не) пройдёшь»
  - «Остров Забвения: Харука и волшебное зеркало»
- 2011[12][13] — «Ариэти из страны лилипутов»
  - Detective Conan: The Lost Ship in the Sky
  - «Многоцветье»
  - Doraemon: Nobita’s Great Battle of the Mermaid King
  - One Piece Film: Strong World
- 2012[14] — «Со склонов Кокурико»
  - K-On! The Movie
  - Buddha
  - Tofu Kozo
  - Detective Conan: Quarter of Silence
- 2013[15] — «Волчьи дети Амэ и Юки»
  - «Евангелион 3.33: Ты (не) исправишь»
  - «Монстры на острове»
  - «Письмо для Момо»
  - One Piece Film: Z
- 2014[16] — «Ветер крепчает»
  - «Сказание о принцессе Кагуя»
  - «Космический пират Харлок»
  - Puella Magi Madoka Magica: The Movie
  - Lupin the 3rd vs. Detective Conan: The Movie
- 2015[17] — Stand by Me Doraemon
  - Omoide no Marnie
  - «Остров Джованни»
  - Detective Conan: Ijigen no Sniper
  - Buddha 2: Tezuka Osamu no Buddha — Owarinaki Tabi
- 2016[18] — «Ученик чудовища»
  - The Anthem of the Heart
  - Miss Hokusai
  - Dragon Ball Z: Resurrection 'F'
  - Love Live! The School Idol Movie
- 2017[19] — «В этом уголке мира»
  - «Форма голоса»
  - «Твоё имя»
  - «Жил-был кот»
  - One Piece Film: Gold
- 2018[20] — The Night Is Short, Walk on Girl
  - Fireworks
  - Napping Princess
  - «Мэри и ведьмин цветок»
  - Detective Conan: Crimson Love Letter
- 2019[21] — «Мирай из будущего»
  - Dragon Ball Super: Broly
  - Penguin Highway
  - Detective Conan: Zero the Enforcer
  - Okko’s Inn
- 2020[22] — «Дитя погоды»
  - Her Blue Sky
  - Detective Conan: The Fist of Blue Sapphire
  - «Люпен III: Первый»
  - One Piece: Stampede

- 2021[23] — «Истребитель демонов: Поезд „Бесконечный“»
  - «Вайолет Эвергарден. Фильм»
  - «Пупелль из города дымоходов»
  - «Её заветное желание»
  - Stand by Me Doraemon 2

- 2022[24] — «Евангелион: 3.0+1.01: Как-то раз»
  - «Спой немного гармонии»
  - «Никуко из рыбацкой гавани»
  - «Магическая битва 0. Фильм»
  - «Красавица и дракон»

- 2023[25] — «Коронный бросок. Фильм»
  - «Ину-о: Рождение легенды»
  - «Одинокий замок в Зазеркалье»
  - «One Piece: Красный»
  - «Судзумэ, закрывающая двери»

- 2024[26] — «Мальчик и птица»
  - «Kitaro Tanjo: Gegege no Nazo[яп.]»
  - «Totto-Chan: The Little Girl at the Window[англ.]»
  - «Detective Conan: Black Iron Submarine[англ.]»
  - «Blue Giant[англ.]»